# Cecilio Gutiérrez
Cecilio Gutiérrez Pastor (Granada, 1 juli 1984) is een Spaans voormalig wielrenner.

## Carrière
Gutiérrez debuteerde in 2008 als prof bij Andalucía, waar hij een goede knecht bleek te zijn. Zijn beste resultaat was een dertiende plaats in de GP Villafranca de Ordizia. Aan het eind van het seizoen werd zijn contract niet verlengd.

## Ploegen
- 2008- Andalucía-CajaSur